# Babs Olusanmokun
Babs Olusanmokun est un acteur américano-nigérian, né le 18 septembre 1984 à Lagos.

## Biographie
Babs Olusanmokun est né à Lagos, au Nigeria, et est basé à New York.
En 2017, il apparaît dans "Black Museum", un épisode de la série d'anthologie Black Mirror. Il apparaît également dans le jeu vidéo Max Payne 3 dans le rôle de Serrano, pour lequel il fournit à la fois un contenu d'acteur et de voix. En 2021, il apparaît dans le rôle de Jamis dans Dune. Il joue le Dr Joseph M'Benga dans la série originale de Paramount+ Star Trek : Strange New Worlds (depuis 2022).
Olusanmokun parle couramment l'anglais, le français, le yoruba et le portugais, et est ceinture noire et champion de jiu-jitsu brésilien.

## Filmographie

### Cinéma
- 2004 : Indocumentados : Mubenga
- 2010 : This Is Poetry : Ade
- 2011 : Restless City : Cravate
- 2011 : Ponies : Ken
- 2013 : Mother of George : Tunde
- 2014 : Listen Up Philip : le photographe
- 2014 : Shelter : l'agent de sécurité de l'hôpital
- 2015 : The Empty Street : le forgeron
- 2017 : Where Is Kyra? : Gary
- 2018 : Ouros : Magoan
- 2021 : Un homme en colère : Moggy
- 2021 : Dune : Jamis
- 2024 : The Book of Clarence de Jeymes Samuel
- 2024 : Le Ministère de la Sale Guerre (The Ministry of Ungentlemanly Warfare) de Guy Ritchie : Mr. Heron

### Télévision
- 2006-2010 : New York, section criminelle : l’assassin, Tristan et Chibueze (4 épisodes)
- 2007 : The Unit : Commando d'élite : l'homme peint (1 épisode)
- 2007 : Veronica Mars : Kizza Oneko (1 épisode)
- 2008 : New York, unité spéciale (Law and Order: Special Victims Unit) : M.Marong (saison 10, épisode 5: Refus de soins)
- 2008 : Life on Mars (1 épisode)
- 2012 : Blue Bloods : le fantôme (1 épisode)
- 2012 : NYC 22 : Fouad (1 épisode)
- 2013 : Copper : Zeke Canaan (1 épisode)
- 2014 : Unforgettable : Goodacre Oyensi (1 épisode)
- 2014 : Blacklist : un soldat de Yaabari (1 épisode)
- 2015 : Gotham : Mace (1 épisode)
- 2016 : Racines : Omoro Kinte (3 épisodes)
- 2016 : The Night Of : Marvin (1 épisode)
- 2017 : The Defenders : Sowande (4 épisodes)
- 2017 : Black Mirror : Clayton (1 épisode)
- 2018 : Sneaky Pete : Reggie (3 épisodes)
- 2019 : The Widow : Général Azikiwe (6 épisodes)
- 2019 : Too Old to Die Young : Damian (5 épisodes)
- 2021 : Et si c'était mon fils ? : Ade (4 épisodes)
- 2022 : Star Trek: Strange New Worlds : Dr M'Benga (10 épisodes)